# Trilema
Un trilema es una elección entre tres opciones, que son (o aparentan ser) contradictorias entre sí, o bien, conducen aparentemente a resultados distintos.
Un trilema se puede expresar de dos formas lógicamente equivalentes: como una elección entre tres opciones contradictorias en la que solo se puede elegir una, o como un problema con tres proposiciones aparentemente favorables pero en la que solo dos son posibles al mismo tiempo.
Deriva del término mucho más antiguo «dilema», formado por dos proposiciones contrarias y disyuntivas.
El primer uso registrado del término fue en 1672 por el predicador inglés Philip Henry, y más tarde, en 1725 y aparentemente sin relación con el anterior, por el predicador Isaac Watts.

## Trilemas en la religión

### Trilema de Epicuro
Uno de los usos más tempranos de la formulación del trilema es la que se atribuye al filósofo griego Epicuro, rechazando la idea de un dios omnipotente y omnibenevolente (de acuerdo a la descripción de David Hume):
1. ¿Quiere Dios prevenir el mal, pero no puede?, entonces es impotente.
2. ¿Puede, pero no quiere?, entonces es malévolo.
3. ¿Puede y quiere?, entonces ¿de dónde sale el mal?

Aunque tradicionalmente se atribuye a Epicuro, se ha sugerido que el trilema es el trabajo de un escritor escéptico, probablemente Carnéades.
A menudo en los estudios de filosofía se conocen las discusiones y debates relacionados con este trilema como referentes a «el problema del mal».

### Trilema apologético
Este trilema se utiliza por los apologistas cristianos como una prueba de la divinidad de Jesús. Se conoce principalmente la versión de C. S. Lewis. Tiene como punto de partida asumir que Jesús afirmó que era Dios y que, por lo tanto, una de las siguientes afirmaciones debe ser cierta:
1. Lunático: Jesús no era Dios, pero creía erróneamente que lo era.
2. Mentiroso: Jesús no era Dios y lo sabía, pero lo proclamó de todas formas.
3. Señor: Jesús es Dios.

Este trilema, normalmente según la formulación de Lewis, se usa a menudo en trabajos populares de apologética, aunque está casi totalmente ausente en las discusiones hechas por teólogos profesionales y académicos bíblicos acerca de la naturaleza de Jesús. John Hick en su libro de 1993 The Metaphor of God Incarnate (en español, La metáfora de Dios encarnado) menciona que aprendió este argumento desde su niñez, y afirma que según los estudiosos del Nuevo Testamento Jesús nunca se proclamó a sí mismo como Dios.

## Trilemas en Derecho

### Trilema cruel
EL «trilema cruel» era un arma eclesiástica y judicial en Inglaterra desarrollada en la primera mitad del siglo XVII que se usó como una forma de coerción y persecución. Tenía la forma de un juramento religioso para decir la verdad impuesto al acusado antes de su interrogatorio. El acusado se encontraba atrapado entre las siguientes opciones:
1. Romper el juramento religioso si miente (lo que en esa época se consideraba algo muy serio, un pecado mortal[10] y perjurio);
2. Autoincriminarse si dice la verdad; o
3. Resistencia contra la autoridad si no dice nada y permanece en silencio.

Las protestas contra estas prácticas llevaron a la inclusión del derecho a no incriminarse a uno mismo en el derecho anglosajón y fue el precursor directo del derecho al silencio y la no autoincriminación en la Quinta Enmienda a la Constitución de los Estados Unidos.

## Trilemas en la filosofía

### Trilema de Münchhausen
El trilema de Münchhausen o trilema de Agripa es un ataque a la posibilidad de lograr una justificación última para cualquier proposición, incluso en las ciencias formales como la matemática y la lógica. 
Un trilema es un problema que admite solo tres soluciones, todas las cuales parecen inaceptables. El argumento discurre así: cualquiera que sea la manera en que se justifique una proposición, si lo que se quiere es certeza absoluta, siempre será necesario justificar los medios de la justificación, y luego los medios de esa nueva justificación, etc. Esta simple observación conduce sin escape a una de las siguientes tres alternativas (los tres cuernos del trilema):
- Una regresión infinita de justificaciones: A se justifica por B, B se justifica por C, C se justifica por D, etc. La necesidad de remontarse cada vez más en la búsqueda de fundamentos es un proceso sin fin, irrealizable, que no provee ningún fundamento seguro.
- Un corte arbitrario en el razonamiento: A se justifica por B, B se justifica por C, y C no se justifica. Esta última proposición se puede presentar como de sentido común o como un principio fundamental (postulado o axioma), pero en cualquier caso representaría una suspensión arbitraria del principio de razón suficiente recurriendo a un dogma.
- Una justificación circular: A se justifica por B, B se justifica por C, y C se justifica por A. En el proceso de justificación se recurre a enunciados que ya antes se habían mostrado como enunciados que requieren justificación y, por lo tanto, sin llegar nunca a una justificación segura por ser lógicamente defectuosa.

### Trilema contra la censura
John Stuart Mill, en su libro Sobre la libertad, como parte de su argumentación contra la supresión de la libertad de expresión, describe un trilema (aunque Mill no lo califica de este modo) al que se enfrentan aquellos que intentan justificar dicha supresión. Si la libertad de expresión es suprimida, la opinión que es censurada es o bien:
1. Verdadera, en cuyo caso se le roba a la sociedad la oportunidad de cambiar errores por verdades;
2. Falsa, en cuyo caso la opinión crearía una «impresión más viva» de la verdad, producida por su colisión con el error, permitiéndole a la gente justificar la visión correcta; o
3. Una verdad a medias, en cuyo caso contendría un elemento olvidado de verdad, que es importante redescubrir, con la meta eventual de una síntesis de las opiniones encontradas que son la verdad completa.

## Trilemas en economía

### El «triángulo molesto»
En 1952, la revista británica The Economist, publicó una serie de artículos acerca de un «triángulo molesto» (en inglés, «Uneasy Triangle») con el que describía la incompatibilidad entre un nivel estable de precios, el pleno empleo y la libre negociación colectiva: el pleno empleo y la estabilidad de precios solo se pueden lograr con una pérdida de libertad; los precios estables y la libre negociación implican desempleo; y la libre negociación junto con el pleno empleo generan inflación; además, si se sacrificara uno de estos tres objetivos a los otros dos, al final no se alcanzaría ninguno.
El contexto era la dificultad de cómo mantener el equilibrio externo sin sacrificar dos valores políticos considerados sacrosantos: el trabajo para todos y los derechos laborales. La inflación resultante de la presión laboral en un contexto de pleno empleo impulsó a la baja a la libra esterlina. Las ventas masivas de activos en libras esterlinas impulsaron una serie de políticas "stop-go" (deflación seguida por reactivación) que fueron económica y políticamente perturbadoras.
John Maynard Keynes ya anticipó el serio problema asociado con la conciliación del pleno empleo con precios estables sin sacrificar la democracia y los derechos asociacionales del trabajo. Las mismas incompatibilidades se mencionan en el libro de 1949 de Charles Lindblom, Unions and Capitalism.

### La «trinidad imposible»
En 1962 y 1963, los economistas Robert Mundell y Marcus Fleming introdujeron un trilema (o «trinidad imposible») en artículos que discutían los problemas de crear un sistema financiero internacional estable. Se refiere a las consecuencias de las siguientes tres metas: un tipo de cambio fijo, independencia nacional en política monetaria y movilidad del capital. De acuerdo al modelo Mundell-Fleming de 1962 y 1963, una economía pequeña y abierta no puede alcanzar todas estas tres metas políticas al mismo tiempo: al alcanzar cualesquiera dos de estas metas, una nación debe desatender la tercera.

### Trilemas en política salarial
En 1989, Peter Swenson propuso la existencia de "trilemas de política salarial" encontrados por sindicatos laborales que inentaban alcanzar tres metas igualitarias simultáneamente. Una involucraba los intentos de comprimir los salarios dentro de un sector, a la vez que se comprimen los salarios entre sectores y se maximiza el acceso al empleamiento en el sector. Una variante de este trilema "horizontal" fue el trilema de la política salarial "vertical" asociada con intentar, simultáneamente, comprimir los salarios, incrementar la parte salarial del valor agregado en detrimento de las ganancias, y maximizar la tasa de empleo. Estos trilemas ayudaron a explicar la inestabilidad en las políticas salariales de los sindicatos y en sus estrategias políticas diseñadas en apariencia para resolver las incompatibilidades.

### Trilema social de Pinker
Steven Pinker notó otro trilema social en sus libros Cómo funciona la mente y La pizarra en blanco: que una sociedad no puede ser simultáneamente justa, libre e igualitaria. Si es justa, los individuos que trabajan más duro acumularán más riquezas; si es libre, los padres le dejarán la mayor parte de sus herencias a sus hijos; pero entonces no será igualitaria, ya que la gente comenzará su vida con diferentes fortunas.

### El trilema de Rodrik de la economía mundial
El economista Dani Rodrik sostiene en su libro La paradoja de la globalización que la democracia, la soberanía nacional y la integración económica global son mutuamente incompatibles. Los estados democráticos plantean obstáculos a la integración global (por ejemplo, leyes regulatorias, impuestos y aranceles) para proteger sus propias economías. Por lo tanto, si necesitamos lograr una integración económica completa, es necesario eliminar también a los estados-nación democráticos. Un gobierno de algún estado-nación podría posiblemente perseguir el objetivo de la integración global a expensas de su propia población, pero eso requeriría un régimen autoritario. De lo contrario, el gobierno probablemente sería reemplazado en las próximas elecciones.

## Trilemas en los negocios

### Trilema de la gestión de proyectos

El triángulo de gestión de proyectos como un Diagrama de Euler en el que hay que escoger solo dos opciones.

Arthur C. Clarke citó un trilema de gestión encontrado cuando se intenta alcanzar una producción rápida y barata mientras se mantiene una alta calidad. En la industria del software, esto quiere decir que uno puede escoger cualesquiera dos de: el tiempo más rápido de lanzamiento al mercado, la más alta calidad de software (la menor cantidad de defectos) y el menor costo. Ésta es la base del aforismo popular de gestión de proyectos: "Rápido, barato, bueno: escoge dos", conceptualizado como el triángulo de la gestión de proyectos.

## Trilemas en computación
La tecnología RAID puede ofrecer dos de los tres valores deseables: precios bajos (relativos), velocidad y confiabilidad (RAID0 es rápido y barato, pero no es estable; RAID60es muy caro y confiable, con desempeño correcto...). Ha sido recordado en la computación con la frase "rápido, barato, silencioso: escoge dos".
Más trilemas en la computación incluyen el teorema CAP acerca de las garantías de los sistemas de cómputo distribuidos, y el triángulo de Zooko para nombrar a los participantes en protocolos de red.

## Trilema de la Tierra
El "Trilema de la tierra" (o "el trilema 3E") es un término usado por científicos que investigan acerca de la energía y la protección ambiental. El trilema 3E se refiere a las interacciones Economía-Energía-Ambiente (en inglés.Economy-Energy-Environment). 

Para que ocurra la activación del desarrollo económico (E: Economía), es necesario aumentar el gasto de energía (E: Energía), sin embargo esto también incurre en el tema ambiental (E: Ambiente) de más emisiones de gases contaminantes.

## Trilema de Žižek
El «trilema de Žižek» es una formulación humorística de la incompatibilidad de ciertas virtudes bajo una estructura ideológica restrictiva. A menudo atribuida al filósofo Slavoj Žižek, en realidad solo fue citada por él como el producto de una fuente anónima:

Uno no puede sino recordar aquí una fórmula de la vida bajo un estricto régimen comunista: De estas tres características —honestidad personal, apoyo sincero al régimen e inteligencia— sólo era posible combinar dos, nunca las tres. Si uno es honesto y apoya al régimen, no puede ser muy brillante; si uno es brillante y apoya al régimen, no se está siendo honesto; si uno es honesto y brillante, no se apoya al régimen.